# Епархиальное женское училище (Пенза)
Епархиальное женское училище — женское училище в Пензе, существовавшее в конце XIX — начале XX вв.

## История
Пензенское епархиальное женское училище было основано в 1846 г. как всесословное трёхклассное приют-училище при Пензенском Троицком женском монастыре по указу Святейшего Синода и по предписанию преосвященного настоятеля монастырей Пензенской епархии. Училище предназначалось для обучения девочек-сирот духовного звания, и первоначально в преподавательский состав входили монастырский священник и монахини. Программа обучения девочек предусматривала изучение букваря, часослова, а также псалтыря, священной истории, краткого катехизиса. Девочек также обучали навыкам церковного пения, чистописания, шитья, вязания и готовки. Вначале училище располагалось на территории Пензенского Троицкого монастыря в непригодном для этого помещении, а в 1857 году из-за отсутствия средств и плохих условий содержания епархиальное училище было закрыто.
Училище возродилось спустя три года в 1860 г. при Казанской церкви в богадельне. В 1862 г. оно получило в дар от пензенской благотворительницы М. М. Киселёвой одноэтажный дом на Лекарской улице (ныне — улица Володарского). Этот дом был освящён 31 августа 1863 г., а в дальнейшем было принято решение надстроить здание и устроить в нём церковь, что позволило увеличить число проживавшем в нём воспитанниц. В 1872 г. согласно Уставу епархиальных женских училищ, который был утверждён 20 сентября 1868 г., училище было преобразовано в трёхклассное учебное заведение с шестилетним сроком обучения (двухгодичный курс обучения в каждом классе).
24 августа 1874 г. училище было переименовано в Пензенское епархиальное женское училище, оно входило в ведомство епархиального духовенства. Училищем управлял Совет, в число членов которого входили 3 выборных члена от духовенства епархиального управления, которые избирались на трёхгодичный срок на общеепархиальных съездах. Хозяйственная деятельность училища управлялась почётным блюстителем.
В 1878 г. епархиальное училище снова было преобразовано: из трехклассного оно стало шестиклассным, а в программу обучения вошли такие предметы, как физика, педагогика и музыка. Воспитанницам училища, которые окончили полный курс обучения, присваивалось звание домашних учительниц и давалось право вести преподавательскую деятельность в сельских церковно-приходских школах. В 1879 г. для училища приобрели новый дом — дом А. А. Панчулидзева на Дворянской улице (ныне Красная улица). Деятельность училища финансировалась Синодом, который на это выделял 500 рублей в год.
15 сентября 1886 г. было открыто начальное женское училище для проведения практических занятий для учениц 6 класса, а в 1887 г. — дополнительный 7-й практический педагогический класс, предназначенный для подготовки учительниц начальных школ. Для них добавились новые предметы: педагогика, психология, медицина, гигиена. В 1900 г. напротив училища был открыт спальный корпус, построенный за 2 года вместо стоявшего здесь и погибшего 8 января 1896 г. в пожаре общежития для воспитанниц.
С 16 августа 1906 г. в соответствии с высочайше утверждённым определением Синода состав совета училища был существенно расширен, а участие в Совете теперь могли принимать все преподаватели училища. С 1916 г. училище становится уже восьмиклассным.
После 23 января 1918 г. Епархиальное женское училище было закрыто.

## Современное состояние
В советское время здание было занято школой рабочей молодежи №1. До 2006 года в здании находилось ОВО по Ленинскому району города Пензы. Сейчас здание находится в аварийном состоянии и требует реставрации.